# David Brooks
David Robert Brooks (sinh ngày 8 tháng 7 năm 1997) là một cầu thủ bóng đá chuyên nghiệp chơi ở vị trí tiền vệ cho câu lạc bộ AFC Bournemouth ở Giải bóng đá Ngoại hạng Anh. Anh đã chơi cho cả Wales và Anh ở cấp độ trẻ trước khi ra mắt cao cấp cho Wales vào năm 2017. Sau một loạt màn trình diễn ấn tượng cho Sheffield United trong mùa giải 2017-2018, Brooks đã được huấn luyện viên của AFC Bourenmouth Eddie Howe chiêu mộ vào mùa hè 2018 với mức phí 11,5 triệu bảng.

## Thống kê sự nghiệp

### Câu lạc bộ
Tính đến ngày 22 tháng 5 năm 2021
| Câu lạc bộ               | Mùa giải            | Giải đấu            | Premier League | Premier League | FA Cup | FA Cup | EFL Cup | EFL Cup | Khác | Khác | Tổng cộng | Tổng cộng |
| Câu lạc bộ               | Mùa giải            | Giải đấu            | Trận           | Bàn            | Trận   | Bàn    | Trận    | Bàn     | Trận | Bàn  | Trận      | Bàn       |
| ------------------------ | ------------------- | ------------------- | -------------- | -------------- | ------ | ------ | ------- | ------- | ---- | ---- | --------- | --------- |
| F.C. Halifax Town (mượn) | 2015–16             | National League     | 5              | 1              | —      | —      | —       | —       | —    | —    | 5         | 1         |
| Sheffield United         | 2015–16             | League One          | 0              | 0              | 0      | 0      | 0       | 0       | 0    | 0    | 0         | 0         |
| Sheffield United         | 2016–17             | League One          | 0              | 0              | 1      | 0      | 0       | 0       | 3    | 0    | 4         | 0         |
| Sheffield United         | 2017–18             | Championship        | 30             | 3              | 1      | 0      | 2       | 0       | —    | —    | 33        | 3         |
| Sheffield United         | Tổng cộng           | Tổng cộng           | 30             | 3              | 2      | 0      | 2       | 0       | 3    | 0    | 37        | 3         |
| AFC Bournemouth          | 2018–19             | Premier League      | 30             | 7              | 1      | 0      | 2       | 0       | —    | —    | 33        | 7         |
| AFC Bournemouth          | 2019–20             | Premier League      | 9              | 1              | 0      | 0      | 0       | 0       | —    | —    | 9         | 1         |
| AFC Bournemouth          | 2020–21             | Championship        | 32             | 5              | 3      | 1      | 2       | 0       | 2    | 0    | 39        | 6         |
| AFC Bournemouth          | Tổng cộng           | Tổng cộng           | 71             | 13             | 4      | 1      | 4       | 0       | 2    | 0    | 81        | 14        |
| Tổng cộng sự nghiệp      | Tổng cộng sự nghiệp | Tổng cộng sự nghiệp | 106            | 17             | 6      | 1      | 6       | 0       | 5    | 0    | 123       | 18        |

### Quốc tế
Tính đến ngày 24 tháng 3 năm 2024
| Đội tuyển quốc gia | Năm       | Trận | Bàn |
| ------------------ | --------- | ---- | --- |
| Wales              | 2017      | 2    | 0   |
| Wales              | 2018      | 7    | 0   |
| Wales              | 2019      | 3    | 1   |
| Wales              | 2020      | 4    | 1   |
| Wales              | 2021      | 5    | 0   |
| Wales              | 2023      | 6    | 1   |
| Wales              | 2024      | 2    | 1   |
| Tổng cộng          | Tổng cộng | 29   | 4   |

### Bàn thắng quốc tế
| # | Ngày                 | Địa điểm                                  | Số trận | Đối thủ          | Bàn thắng | Kết quả | Giải đấu                    |
| - | -------------------- | ----------------------------------------- | ------- | ---------------- | --------- | ------- | --------------------------- |
| 1 | 8 tháng 6 năm 2019   | Sân vận động Gradski vrt, Osijek, Croatia | 11      | Croatia          | 1–2       | 1–2     | Vòng loại UEFA Euro 2020    |
| 2 | 15 tháng 11 năm 2020 | Sân vận động Cardiff City, Cardiff, Wales | 15      | Cộng hòa Ireland | 1–0       | 1–0     | UEFA Nations League 2020–21 |
| 3 | 11 tháng 9 năm 2023  | Sân vận động Skonto, Riga, Latvia         | 24      | Latvia           | 2–0       | 2–0     | Vòng loại UEFA Euro 2024    |
| 3 | 21 tháng 3 năm 2024  | Sân vận động Cardiff City, Cardiff, Wales | 28      | Phần Lan         | 1–0       | 4–1     | Vòng loại UEFA Euro 2024    |